# Leptopholcus griswoldi
Leptopholcus griswoldi is een spinnensoort in de familie van de trilspinnen (Pholcidae). De spin behoort tot het geslacht Leptopholcus. De wetenschappelijke naam van de soort werd voor het eerst geldig gepubliceerd in 2011 door Huber.
De soort is endemisch in Madagaskar. De soort komt voor in het noordoosten van het eiland. Het mannelijke holotype leefde op een hoogte van 700 meter en had een lengte van 6,9 millimeter.